# 比雷塔峰
比雷塔峰（英語：Biretta Peak）是南極洲的山峰，座標73°4′S 163°12′E，位於維多利亞地的博克格雷溫克海岸，處於佩恩山東面，屬於梅薩山脈的一部分，海拔高度2,530米（8,300英尺），現時由南極條約體系管理。